# Targowiska (Samostrzałów)
Targowiska – część wsi Samostrzałów w Polsce, położona w województwie świętokrzyskim, w powiecie pińczowskim, w gminie Kije.
W latach 1975–1998 Targowiska administracyjnie należały do województwa kieleckiego.